# Neuroscienze e orientamento sessuale

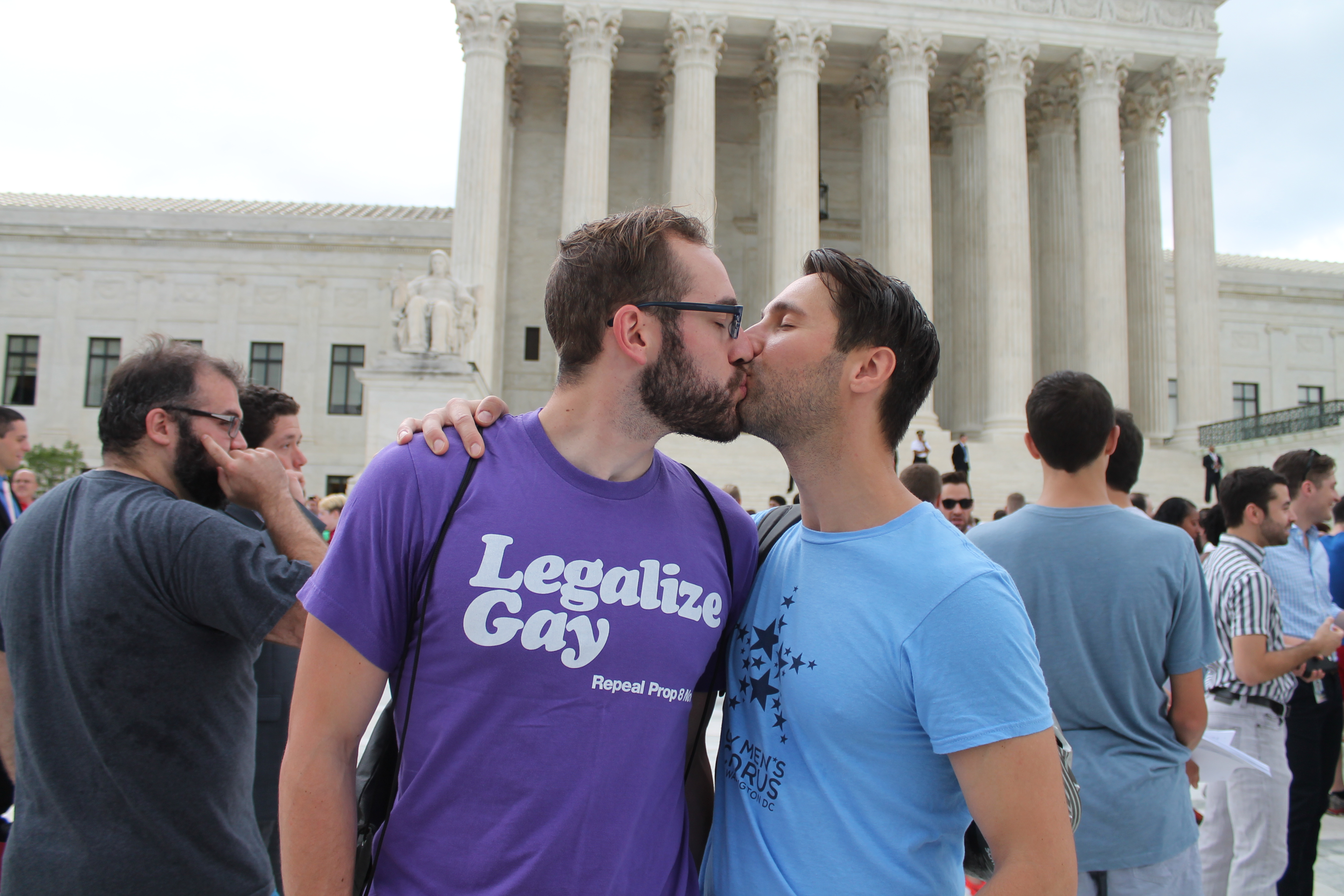
Bacio tra due uomini omosessuali

Il rapporto tra le neuroscienze e l'orientamento sessuale è divenuto oggetto di studio tra i ricercatori a partire da un periodo relativamente recente, l'ultimo decennio del XX secolo.
L'orientamento sessuale è un modello stabile di amore romantico e/o attrazione sessuale verso persone di sesso opposto, verso entrambi i sessi o verso lo stesso sesso.
Le cause e i meccanismi ultimi del suo sviluppo nella specie umana continuano ad essere in gran parte poco chiari e molti degli approcci teorici avanzati rimangono allo stadio meramente speculativo e non mancano di divenire oggetto di controversie tra gli esperti.
I passi avanti e i notevoli progressi compiuti dalle neuroscienze tuttavia cercano di spiegare ed illustrare anche le caratteristiche correlate all'orientamento sessuale individuale; gli studi e ricerche finora condotti hanno esplorato le variegate connessioni neurali strutturali, le relazioni funzionali e/o cognitive ed infine le teorie evolutive in relazione all'orientamento sessuale umano.

## Neurobiologia dello sviluppo
Molti degli approcci teorici riguardanti lo sviluppo dell'orientamento sessuale coinvolgono l'iniziale sviluppo neurale del feto, con i modelli proposti che illustrano l'esposizione agli ormoni prenatali, l'immunità materna e l'instabilità dello sviluppo psico-organico stesso. Altri dei fattori proposti includono il controllo dell'orientamento da parte dei geni.
Non sono in ogni caso venute alla luce né dimostrate proposte conclusive sul fatto che gli effetti esterni ambientali o comunque appresi a livello biologico siano gli esclusivi responsabili dell'orientamento non-eterosessuale.

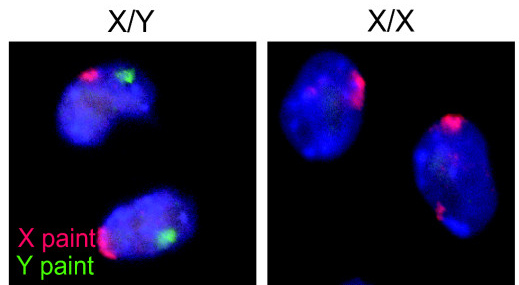
cromosoma X (rosso) e cromosoma Y (verde) nelle cellule staminali embrionali di topi maschi (X/Y) e femmine (X/X).

## Modello androgeno prenatale
Il dimorfismo sessuale nel cervello e il comportamento tra i vertebrati sono spiegati dall'influenza degli androgeni steroidi emessi dalle gonadi, così come è stato dimostrato per diversi modelli animali negli ultimi decenni. Il modello prenatale degli "androgeni dell'omosessualità" vuole descrivere gli effetti neuro-evolutivi dell'esposizione fetale a questa classe di ormoni.
Già a metà degli anni 1980 i ricercatori Norman Geschwind e Albert Galaburda sottoposero all'attenzione dell'ambiente scientifico l'ipotesi Geschwind–Galaburda, secondo la quale gli uomini gay fossero stati esposti ad alte concentrazioni di androgeni nelle primissime fasi della gestazione, spiegando inoltre la loro tendenza ad essere più facilmente propensi al mancinismo, e per estensione a tutti quei tratti di non destrezza manile osservati all'interno di questo gruppo di popolazione.
Più di recente è stato invece sostenuto che soprattutto le variazioni temporali e locali nell'esposizione degli androgeni al cervello ancora in via di formazione di un feto sarebbe un fattore decisivo nei percorsi che in una fase più avanzata determinano o meno l'identità di genere nel suo complesso e l'omosessualità in particolare. Si è quindi passati alla ricerca dei "marcatori somatici" decisivi per l'esposizione ormonale prenatale la quale può venire esplorata facilmente e in una maniera del tutto non-invasiva in popolazioni altrimenti nella norma per quel che concerne l'endocrinologia.
Poiché tali marcatori sono noti per essere fortemente influenzati dagli ormoni sessuali prenatali, il dimostrare delle effettive variazioni in queste caratteristiche tra omosessuali ed eterosessuali può fornire una "finestra" nel neuro-sviluppo precoce dell'orientamento sotto l'influenza ormonale. Vari indicatori somatici (inclusi "2D:4D finger ratios", potenziali evocati uditivi, modello d'impronta digitale e schemi di battito di ciglia) sono stati rinvenuti a dimostrazione delle variazioni intercorrenti basati sull'orientamento in individui adulti sani.
Altre evidenze a sostegno del ruolo assunto dal testosterone e dagli ormoni prenatali comprendono osservazioni di soggetti maschi con la malattia congenita dell'estrofia cloacale i quali al momento della nascita sono stati assegnati al sesso femminile, ma che solo in seguito sono invece stati dichiarati essere dei maschi. Questo fatto supporta la teoria che l'aumentato dosaggio di testosterone prenatale risulta cruciale per lo sviluppo dell'identità di genere. Le donne inoltre - le cui madri sono rimaste esposte al Dietilstilbestrolo (DES) nel corso della gravidanza hanno mostrato tassi più elevati sia di bisessualità che di omosessualità.

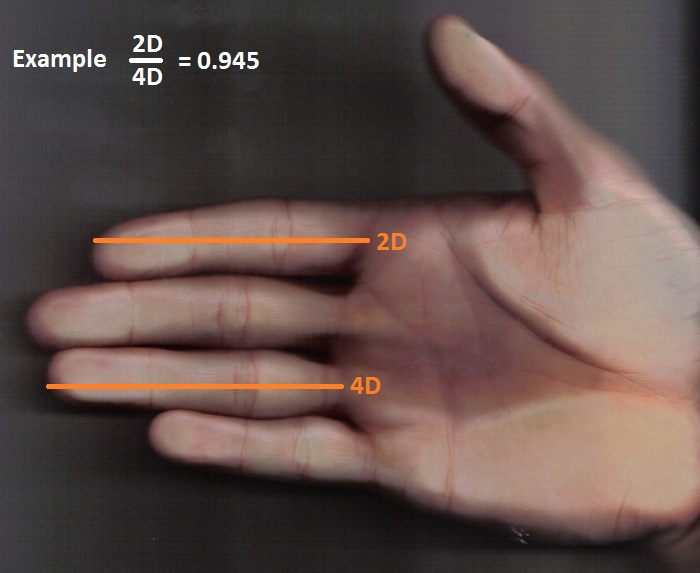
La mano con l'indice più corto rispetto all'anulare, risultando in un piccolo rapporto 2D: 4D, il che indica un'elevata esposizione al testosterone nell'utero.

### 2D:4D digit ratio
Il miglior indicatore non invasivo dell'esposizione agli ormoni prenatali è il rapporto delle cifre tra il secondo e il quarto dito della mano (perciò detto per l'appunto digit ratio 2D: 4D), una misura nota di dimorfismo sessuale: i maschi mostrano rapporti decisamente inferiori rispetto alle femmine.
I pazienti con sovraesposizione agli androgeni (come ad esempio nell'iperplasia surrenale congenita) mostrano rapporti inferiori 2D:4D, il che fornisce l'evidenza la quale ricollega l'esposizione agli androgeni prenatali nella loro qualità di fattore chiave di questa caratteristica.
Individui XY con Sindrome da insensibilità agli androgeni a causa di un gene disfunzionale del recettore degli stessi - presente nelle identità di genere femminili e con un rapporto numerico femminile - esiste esattamente così come si potrebbe prevedere se gli ormoni androgeni influenzino nei fatti i rapporti numerici. Questa scoperta dimostra anche che il rapporto di differenziazione sessuale "in digit ratio" non è in realtà strettamente correlato al cromosoma Y di per sé.
È stato inoltre dimostrato che il rapporto "2D: 4D" viene influenzato dalla variazione del gene del recettore degli androgeni negli uomini. Il rapporto quindi tra testosterone ed estrogeno nell'Amnios è stato anch'esso trovato per essere correlato negativamente con il rapporto "2D: 4D".
Altri numerosi studi indipendenti indicano che le donne lesbiche hanno "digit ratio" mascolinizzati e che gli omosessuali nella generalità dei casi rivelano un rapporto che può essere a livello o ipo mascolinizzato o feminilizzato. Tali risultati paiono rafforzare il modello androgeno prenatale: che cioè l'esposizione non tipica dell'ormone è correlato al successivo sviluppo dell'omosessualità umana. Come già ricordato prima però,  non ci sono dati scientifici definitivi sul tema, ulteriori ricerche individueranno se l'ipotesi del modello androgeno prenatale sia vero o meno.

### Potenziali evocativi uditivi
Gli studi condotti sull'elaborazione del sistema nervoso centrale della sensazione uditiva, ed i cui aspetti principali sono stati ricollegati all'esposizione degli androgeni prenatali, alla prova degli stimoli hanno dimostrato che le donne omosessuali hanno per lo più risposte mascolinizzate, mentre d'altra parte gli uomini gay hanno risposte iper-mascolinizzate.

## Effetto sull'ordine di nascita fraterno

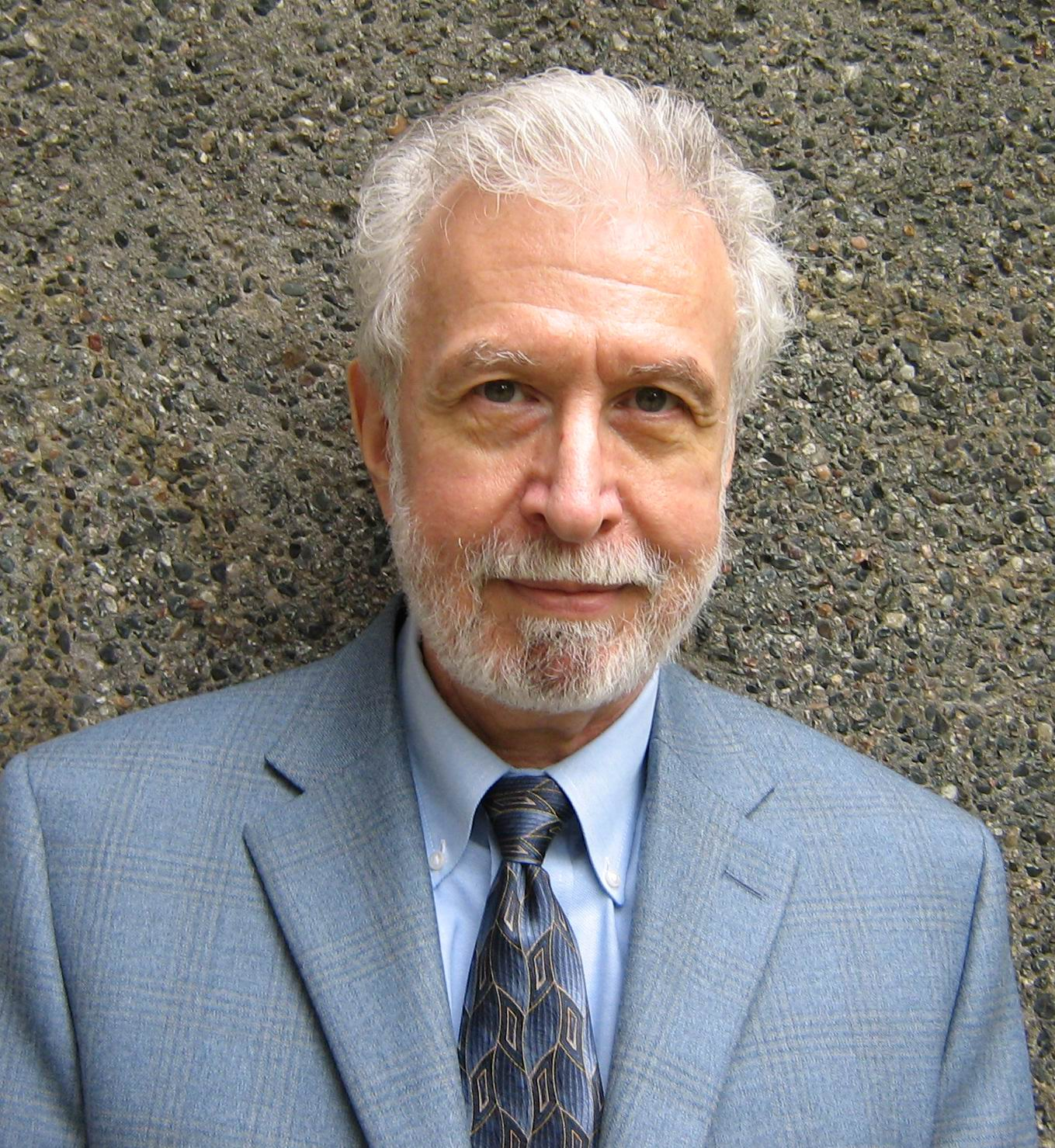
Ray Blanchard in una foto del 2008.

Gli studi finora condotti dimostrano che gli uomini gay hanno un numero percentuale più alto di fratelli maggiori se raffrontati con gli eterosessuali, almeno secondo l'esperto di sessuologia Ray Blanchard. Questa considerazione ha portato alla scoperta dell'effetto dell'ordine di nascita fraterno, secondo il quale più si hanno fratelli maggiori (dalla stessa madre) e più alta è la possibilità di esternare un cosciente orientamento omosessuale divenuti adulti.
Le stime indicano che esiste un aumento di circa il 33% nella probabilità di omosessualità in un bambino maschio con un fratello maggiore. Tale effetto risulta essere vero solamente per i fratelli biologici; mentre le probabilità di omosessualità maschile non sono aumentate dal numero di fratellastri più anziani o di fratelli adottati. Si stima che 1/7 di tutti i maschi omosessuali deve il proprio orientamento sessuale all'effetto dell'ordine di nascita fraterno.

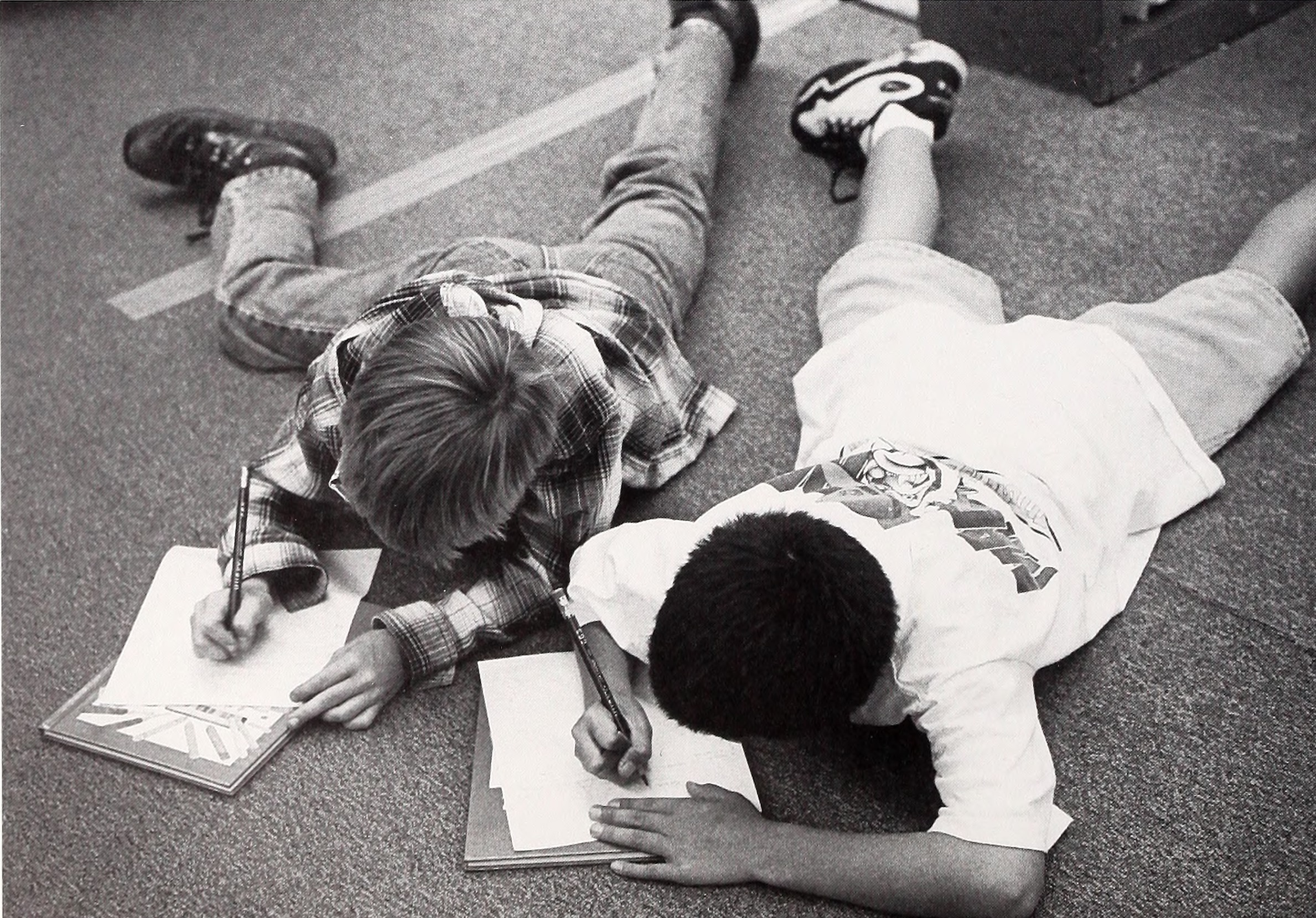
Due ragazzi scrivono con la mano destra. La preferenza manuale è la tendenza ad essere più abili nello svolgere i compiti richiesti con una mano piuttosto che con l'altra: l'effetto dell'ordine di nascita fraterno aumenta la probabilità di omosessualità solo nei maschi destrimani.

L'effetto si applica solamente ai maschi omosessuali destrimani; non aumenta invece la probabilità di omosessualità nei maschi mancini o ambidestri.
Dato che l'effetto ha una risultanza contingente sulla manualità e che questa corrisponde ad un tratto prenatale determinato, l'effetto dell'ordine di nascita viene interpretato per essere di natura biologica piuttosto che psicosociale; esistente quindi in natura e noto per operare nel periodo prenatale.
Nella biologia umana la manualità rappresenta una prestazione migliore, più veloce o più precisa o una preferenza individuale per l'uso di una mano, conosciuta come la mano dominante; la mano meno capace o meno preferita è chiamata la mano non dominante. L'uomo ha maggiori probabilità di esprimere una sinistra fortemente dominante rispetto alla donna; si stima che tra il 70 e il 95% della popolazione mondiale sia destrorsa.
L'esatto meccanismo biologico con cui l'effetto opera nel corso della vita fetale non è in ogni caso confermato con una certezza al di sopra di ogni dubbio. Il meccanismo proposto mediante il quale si ritiene che l'effetto funzioni afferma che una madre sviluppa una risposta immunitaria contro una sostanza importante nello sviluppo fetale maschile durante la gravidanza e che un tal effetto immunitario diviene sempre più probabile con ogni feto maschile successivo.
Si ritiene pertanto che l'effetto immunitario provochi un'alterazione nello sviluppo del cervello prenatale dei maschi, con una diretta crescita statistica per ogni gestazione di un figlio maschio. L'obiettivo della risposta immunitaria può essere molecolare (cioè proteine collegate al cromosoma Y) a livello della superficie delle cellule cerebrali fetali maschili, compresi i siti ove si localizzano l'ipotalamo anteriore il quale è stato ricollegato all'orientamento sessuale in altre ricerche.
Si tende a pensare che gli anticorpi prodotti durante la risposta immunitaria attraversino la barriera rappresentata dalla placenta ed entrino nel compartimento fetale là ove si legano alle molecole Y, venendo ad alterare quindi il loro ruolo nella differenziazione sessuale e portando alcuni maschi nati più tardi a provare una più forte attrazione nei confronti degli uomini rispetto che alle donne.
Il meccanismo proposto continua a possedere solamente delle prove indirette a proprio sostegno; si tratta anche dell'unico meccanismo plausibile finora proposto dalla comunità scientifica per spiegare come e in che modo l'effetto dell'ordine di nascita fraterno possa operare in utero. L'effetto non si applica allo sviluppo dell'omosessualità femminile.

## Instabilità evolutiva e preferenza manuale
L'instabilità evolutiva si riferisce al grado di vulnerabilità di un organismo agli stress sia ambientali che genetici durante il periodo del proprio sviluppo; le misurazione di una tale instabilità possono fornire alcune informazioni sull'intera storia evolutiva dell'organismo stesso.
L'asimmetria nelle caratteristiche bilaterali corporee, nota come asimmetria fluttuante, viene spesso utilizzata nella ricerca scientifica in qualità di misurazione sostitutiva dell'instabilità evolutiva; si propende anche a considerare che la costante non-destra (ossia una predisposizione ad un maggior sviluppo del lato sinistro del corpo umano) costituisca una delle misure che definiscono la stessa instabilità dello sviluppo.

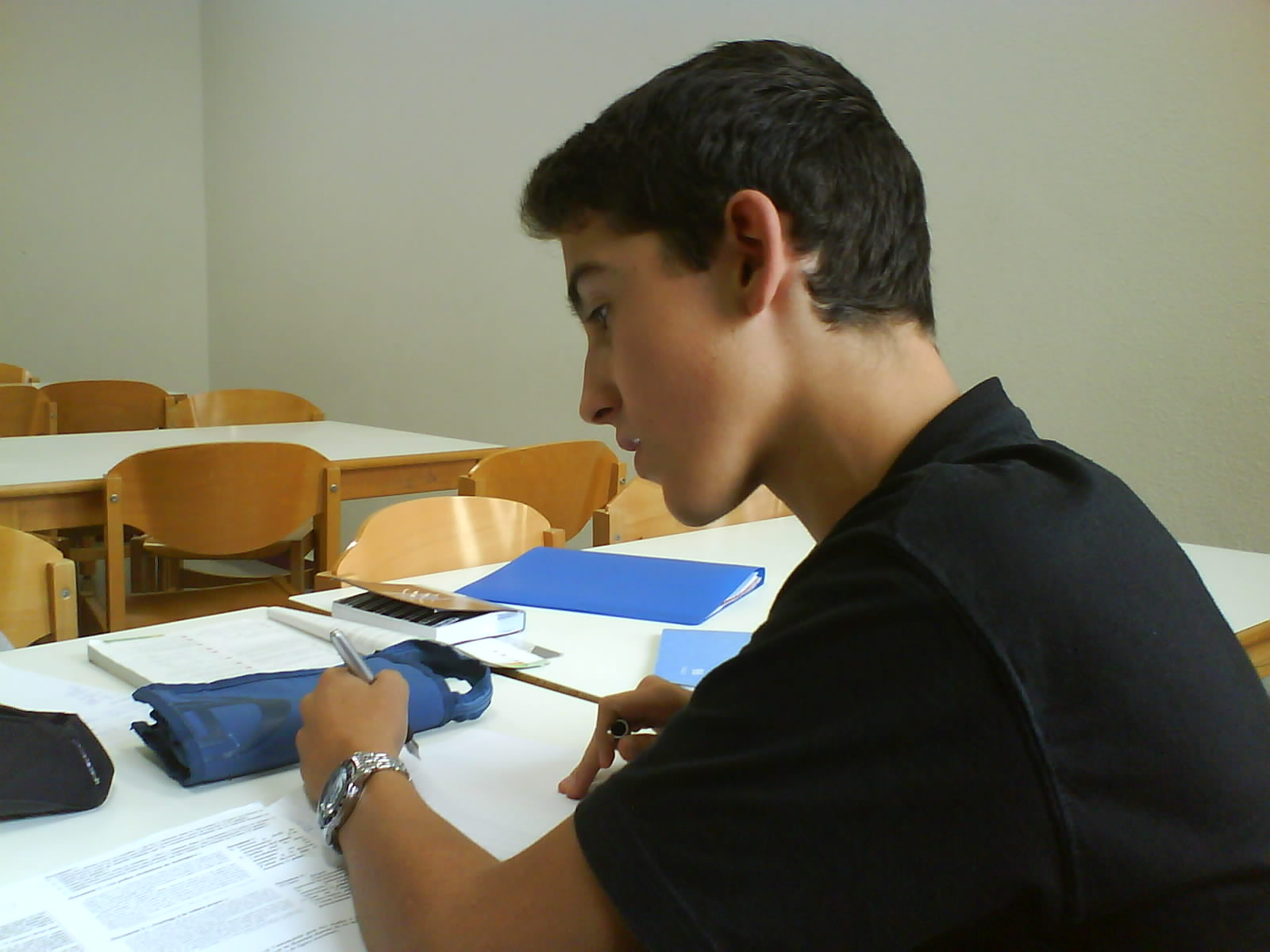
Mancinismo in ambito scolastico.

Le probabilità di essere caratterizzati da mancinismo hanno la possibilità di essere accresciute nelle popolazioni omosessuali. In confronto con un campione di base eterosessuale una meta-analisi condotta nel 2000 da Lalumiere e altri su tutta una serie di precedenti studi ha dimostrato che gli uomini gay hanno all'incirca un terzo (il 34%) di probabilità maggiore di essere non-destrimani, mentre per le donne lesbiche la percentuale diventa quasi doppia (fino al 91% di probabilità maggiore di esserlo in alcuni casi).
È stato proposto quale spiegazione che la mancata "destrezza" (incluso l'ambidestrismo) sia correlata all'omosessualità propriamente attraverso l'instabilità evolutiva; secondo questa ipotesi l'orientamento omosessuale sarebbe pertanto dovuto a fattori di sviluppo generalizzati (cioè ambientali o comunque genetici non ormonali) i quali spostano le preferenze erotiche dal modello tipico dell'attrazione nei confronti del sesso opposto a partire dal neuro-sviluppo del feto.
Se questa logica di ragionamento fosse corretta, ci si dovrebbe aspettare che l'omosessualità maschile e femminile dovrebbe anche essere associata ad altri segni peculiari di instabilità evolutiva, come un'aumentata asimmetria fluttuante (ad esempio, nell'impronta digitale e nelle lunghezze di orecchio, polso, dito e piede).
Diverse ricerche tuttavia non hanno trovato alcuna differenza significativa nell'asimmetria fluttuante tra eterosessuali e omosessuali, suggerendo quindi di fatto che quello omosessuale non rappresenta di fatto un orientamento sessuale fenotipico "non ottimale"; al contrario è stato invece rilevato che gli uomini gay e le donne lesbiche mostrano un'asimmetria meno fluttuante (e quindi meno instabilità dello sviluppo) rispetto agli uomini o alle donne eterosessuali, non di più.
In altre parole gli eterosessuali hanno un'abilità genomica più debole degli omosessuali per poter giungere a tamponare con successo lo sviluppo e conseguentemente ottenere un fenotipo normale in condizioni ambientali imperfette. Inoltre le transessuali omosessuali "da maschio a femmina" (MtF) (cioè che sono attratte dalle donne) mostravano un'asimmetria fluttuante maggiore rispetto sia ai gruppi omosessuali che a quelli di controllo, il che dimostra che l'instabilità può spiegare le variazioni di identità di genere ma non l'orientamento di per sé.

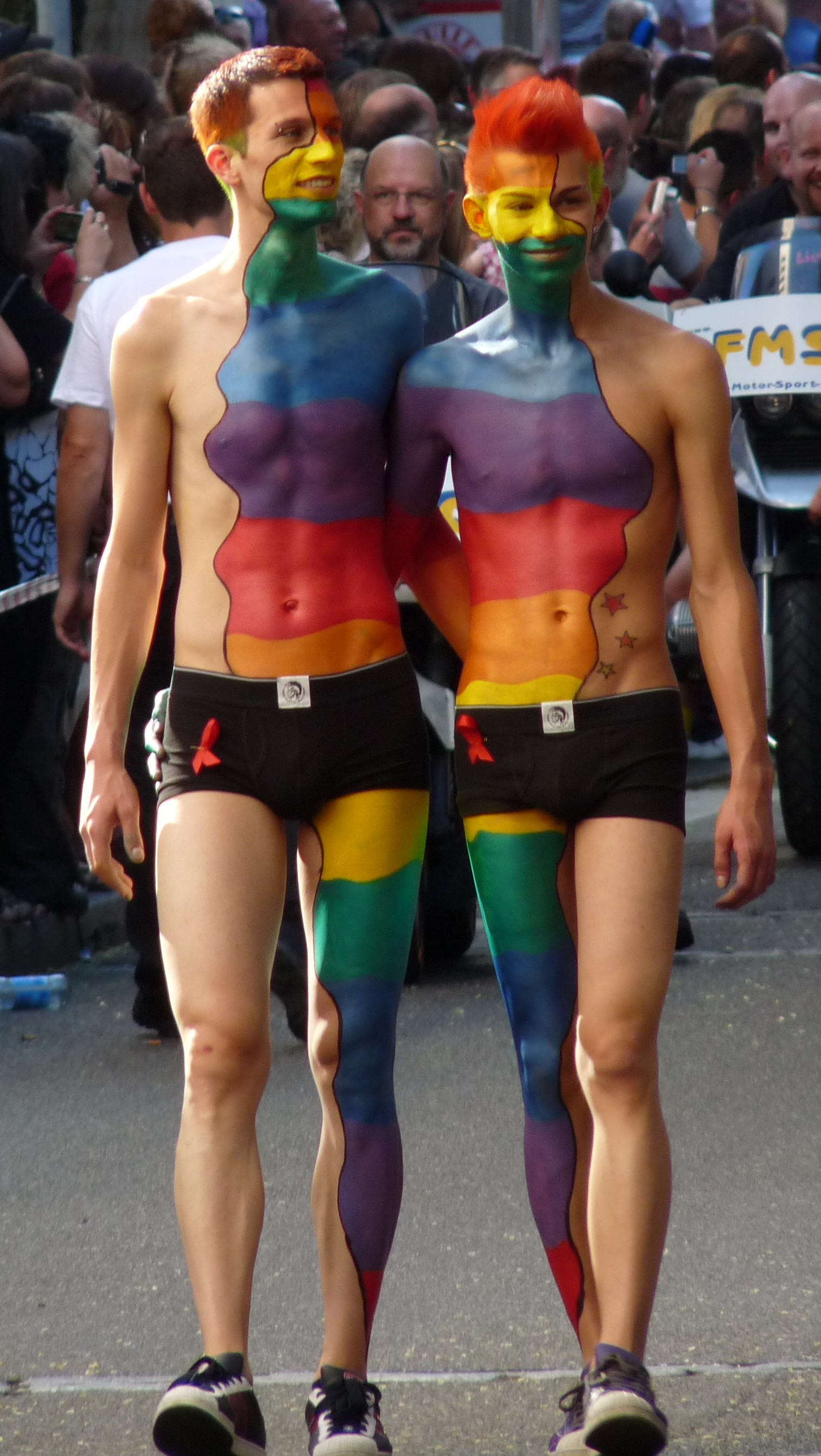
Coppia di twink al Gay pride di Stoccarda nel 2009.

È stato anche scoperto che gli uomini gay vengono generalmente considerati (in forma di stereotipo) molto più attraenti degli uomini etero e ciò accade anche quando i valutatori non conoscono gli orientamenti sessuali degli uomini sottoposti al loro esame; mentre durante l'infanzia i valutatori indipendenti descrivono in maggioranza i "ragazzi atipici" (non conformi alle regole o "ambigui") come molto più attraenti dei ragazzi tipici del proprio genere (vedi mascolinità).
In conclusione quindi, qualcosa nella fisionomia dei bambini, degli adolescenti omosessuali e degli adulti gay li contraddistingue per venire considerati più attraenti rispetto a tutti gli altri maschi etero: è stato suggerito che ciò sia dovuto al fatto che gli uomini omosessuali hanno un'asimmetria a bassa oscillazione, che è nota per essere associata a una maggiore attrattività fisica.
Il meccanismo generale proposto nel conteggio dell'instabilità dello sviluppo di Lalumiere e altri sia quindi - sia per l'omosessualità maschile che per quella femminile - incompatibile con la varianza suggerita dall'evidenza per i diversi percorsi dell'omosessualità maschile rispetto a quella femminile.
L'ipotesi è stata però anche criticata per essere troppo generale e per non aver messo esattamente in chiaro quali meccanismi specifici dello sviluppo evolutivo sarebbero presumibilmente disgregati; pertanto la canalizzazione del tratto dato dall'orientamento sessuale è più probabile sia causato da specifici meccanismi di sviluppo neurologico (che possono includere le azioni dell'androgeno nel corso della fase prenatale) piuttosto che dai meccanismi di sviluppo neurologico generale (come per l'appunto l'instabilità dello sviluppo).
Un problema significativo posto con la misurazione dell'asimmetria fluttuante è che molte delle caratteristiche anatomiche utilizzate mostrano anche un certo grado di asimmetria direzionale (cioè, una deviazione evolutiva normale dalla simmetria che va nella stessa direzione nella maggior parte degli individui, come la posizione del cuore sul lato sinistro del torace) la cui direzione e ampiezza possono variare sia tra i sessi M/F che tra omosessuali ed eterosessuali.
Se questa asimmetria direzionale non viene attentamente valutata e rimossa dai dati per ciascun gruppo di soggetti è assai probabile che la misura non risulti alla fine essere corretta; quando i set di dati di studi precedentemente pubblicati (che sembravano mostrare un'aumentata asimmetria fluttuante negli omosessuali) sono stati rianalizzati alla luce di questo problema è emerso infine che le persone omosessuali mostrano un'asimmetria decisamente meno fluttuante rispetto a quelle eterosessuali.
Ciò suggerisce allora che le persone omosessuali sperimentano in realtà una minore instabilità dello sviluppo rispetto a quelle eterosessuali.

## Differenze strutturali
Gli studi post mortem e di Imaging con spettrometria di massa negli ultimi due decenni hanno rivelato differenze strutturali sia nelle strutture globali che in quelle più propriamente cerebrali correlate alla sessualità tra soggetti eterosessuali e omosessuali.

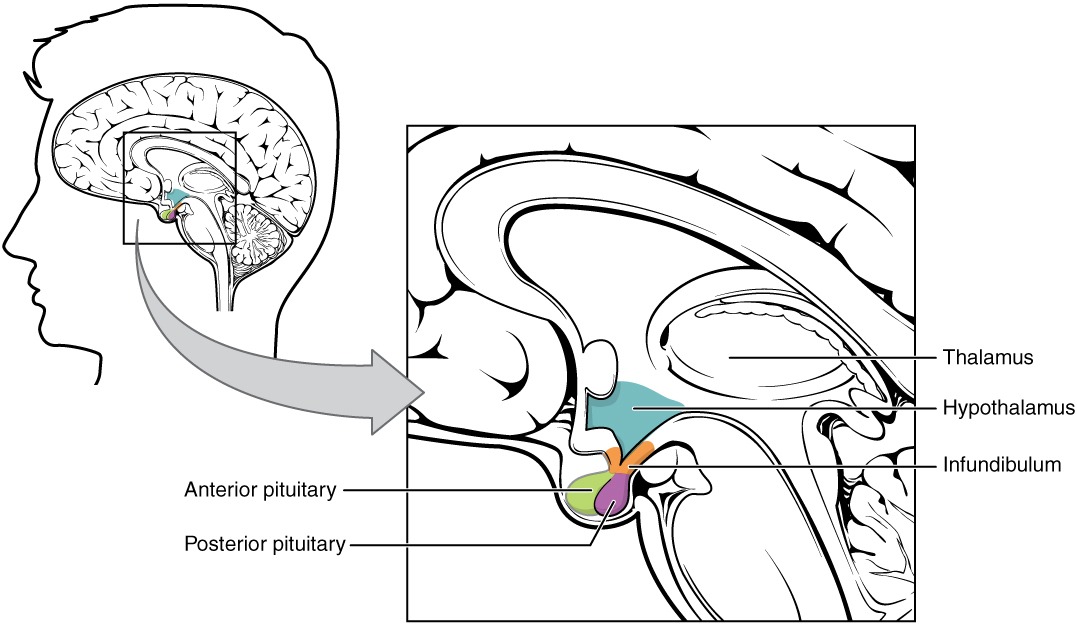
Posizione dell'ipotalamo nel cervello (visto secondo il piano sagittale).

### Ipotalamo
L'ipotalamo è una porzione del cervello che contiene un certo numero di "nuclei" (gruppi discreti di corpi cellulari nel soma del neurone).
Ora, il termine "nucleo" in neuroanatomia non dev'essere confuso con lo stesso utilizzo che se ne fa in biologia cellulare: nel secondo caso si riferisce agli organelli trovati nelle cellule eucariotiche che contengono il materiale genetico della cellula; mentre nel primo rimanda a gruppi discreti di corpi cellulari neuronali densamente impacchettati nel sistema nervoso centrale. Nelle sezioni anatomiche un nucleo appare come una regione di sostanza grigia circondata da sostanza bianca.
Esso è noto per essere coinvolto nelle differenze sessuali del comportamento riproduttivo, mediando le risposte del ciclo mestruale: in particolare l'ipotalamo anteriore aiuta a regolare il comportamento sessuale maschile-tipico. Verso la metà degli anni 1990 è stato collegato anche all'identità di genere e all'orientamento sessuale.

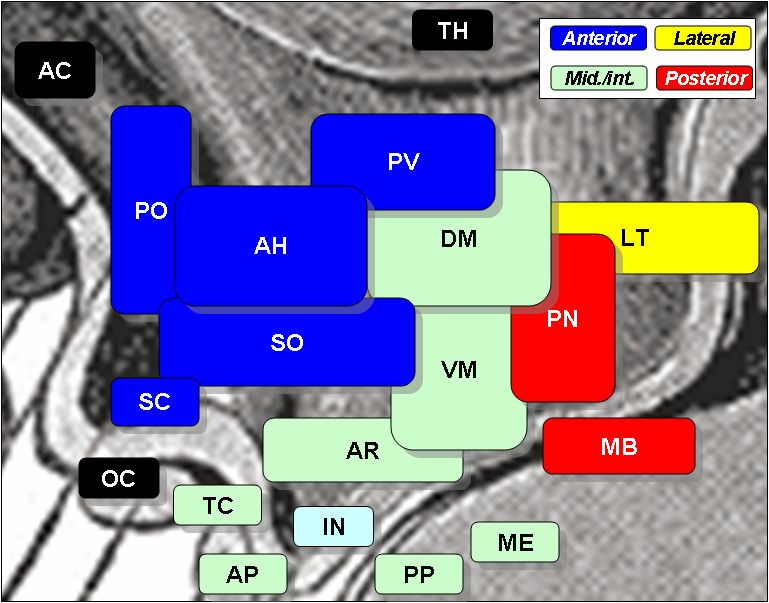
Posizioni di vari nuclei ipotalamici (vista medio-sagittale). L'SCN è etichettato come "SC" in blu. INAH3 non è mostrato.

Una ricerca seminale condotta da Simon LeVay avrebbe scoperto che un nucleo interstiziale dell'ipotalamo, INAH3, era dimorfico secondo l'orientamento sessuale ma non secondo il genere. Nello specifico l'INAH3 degli uomini omosessuali è risultato essere di volume inferiore rispetto a quello degli uomini eterosessuali; questi risultati sono stati ottenuti dall'analisi post-mortem di nuclei ipotalamici di soggetti omosessuali noti rispetto ai pazienti eterosessuali.
Ulteriori ricerche hanno rilevato che l'INAH3 ha un volume più piccolo negli uomini omosessuali rispetto agli uomini eterosessuali, ciò perché i primi posseggono una densità neuronale più alta all'interno di esso rispetto ai secondi; non vi è invece alcuna differenza nel numero o area di sezione trasversale dei neuroni nell'INAH3 degli uomini omosessuali rispetto agli eterosessuali. È stato anche scoperto che non vi è alcun effetto riscontrato dall'infezione da HIV sulla dimensione di INAH3, cioè essa non tiene conto della differenza osservata nel volume tra uomini omosessuali ed eterosessuali.
L'ipotalamo è anche legato all'orientamento sessuale attraverso scoperte che dimostrano che l'attività dell'aromatasi - un importante enzima che converte l'androgeno in estrogeno - è elevata nella regione ipotalamica pre-ottica del mammifero durante i periodi pre e neonatale. Questa è invero correlata alla differenziazione sessuale e può essere una base nelle differenze sessuali strutturali e funzionali che svolgono un ruolo nella mediazione dello sviluppo dell'orientamento a causa dell'esposizione ormonale prenatale.

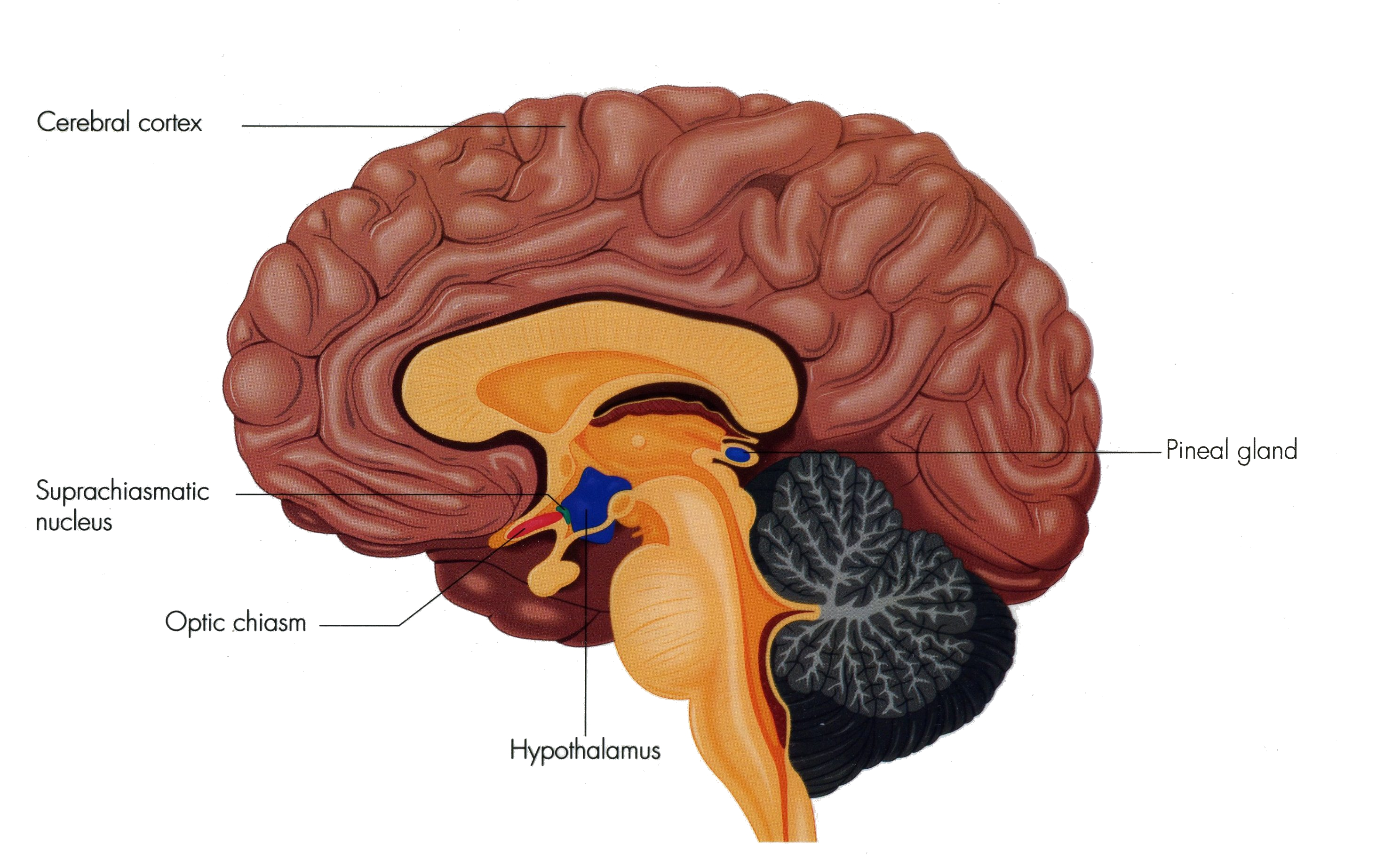
Posizione del SCN (verde) all'interno dell'ipotalamo (blu). (vista medio-sagittale)

Anche il nucleo soprachiasmatico (SCN) dell'ipotalamo anteriore si riferisce all'orientamento sessuale, essendo di dimensioni maggiori e di forma più allungata nei maschi omosessuali rispetto a maschi e femmine eterosessuali. Il sotto-nucleo cellulare contenente la vasopressina del SCN di uomini omosessuali è due volte più grande e ha 2,1 volte il numero di cellule rispetto al sottogruppo contenente la vasopressina del SCN negli uomini eterosessuali.

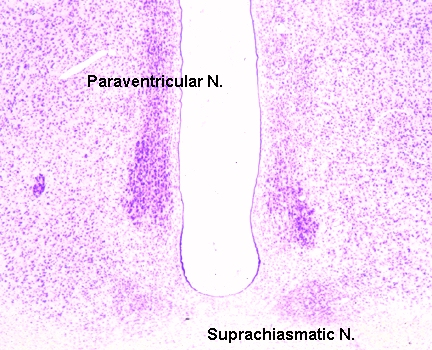
Una sezione trasversale dell'ipotalamo mostra l'SCN su entrambi i lati del terzo ventricolo del cervello. (vista frontale)

Questa potrebbe essere una spiegazione neurologica per la scoperta che gli uomini omosessuali giornalmente si svegliano e si ritirano prima rispetto agli eterosessuali, poiché è noto che l'SCN è coinvolto nella modulazione del ritmo circadiano umani.
Analogamente, in uno studio sul modello del ratto, è stato riscontrato che ratti maschi trattati con un inibitore dell'aromatasi mostravano una preferenza per le femmine quando testati nella fase tardiva, ma mostravano preferenze di accoppiamento omosessuale quando invece venivano testati nella prima fase oscura, implicando il coinvolgimento del SCN nell'orientamento in altre specie.

Il talamo in una rotazione a 360°.

### Talamo
Il talamo è una struttura ovoidale simmetrica della linea mediana all'interno del cervello umano, situata tra la corteccia cerebrale e il mesencefalo in entrambi gli emisferi cerebrali. Uno studio di imaging a risonanza magnetica ha confrontato volumi sottocorticali di uomini omosessuali ed eterosessuali; trovò che mentre entrambi i gruppi non differivano nel volume totale del cervello, il volume del talamo (in entrambi gli emisferi) era maggiore negli uomini eterosessuali.
Un altro studio ha riportato che la connettività funzionale che coinvolge il talamo destro e il cuneus destro era diversa tra uomini omosessuali ed eterosessuali e mostrava anche correlazioni con i punteggi della scala Kinsey; inoltre il talamo è coinvolto nel processo di eccitazione sessuale e di ricompensa; durante l'eccitazione visivamente evocata sia gli uomini eterosessuali che gli omosessuali attivarono il talamo, ma in contrasto con questi ultimi, gli eterosessuali mostrarono un'ulteriore attivazione nel giro linguale.

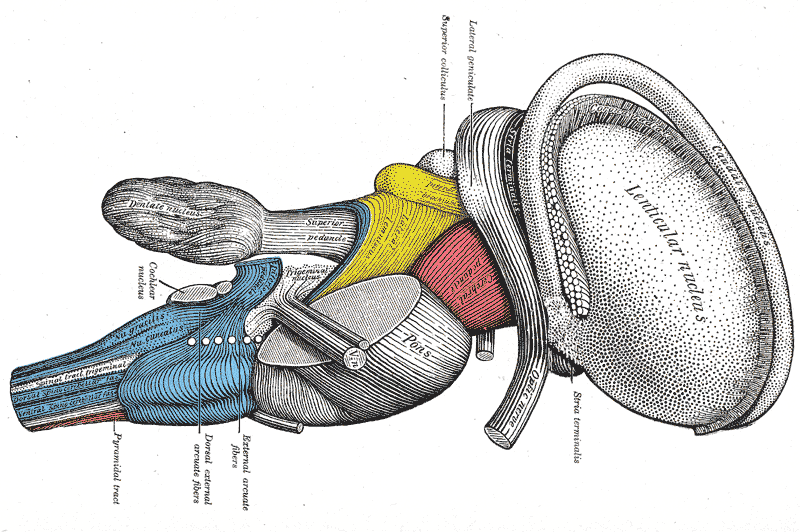
Dissezione del tronco encefalico. Vista laterale. (Stria terminalis etichettato in alto a destra.)

### Nucleo basale dello stria terminalis
Il nucleo basale dello stria terminale (BNST) è un'area del sistema limbico del prosencefalo la quale è coinvolta nel controllo del comportamento di accoppiamento; riceve input neuronali dall'amigdala mediale e dal bulbo olfattivo accessorio e invia proiezioni sia all'area pre-ottica mediale che al nucleo ventro-mediale dell'ipotalamo.
La parte centrale del BNST (il BNSTc) è maggiore del 44% negli uomini eterosessuali rispetto alle donne etero e del 62% negli uomini omosessuali rispetto alle stesse. Il BNSTc è più grande negli uomini transessuali rispetto agli uomini cisgender, sebbene la differenza di dimensione non sia statisticamente significativa. Si ipotizza pertanto che il BNSTc degli uomini transessuali indipendentemente dal loro orientamento sia "iper-mascolinizzato" in quanto è più grande del BNSTc di uomini e donne cisgender.

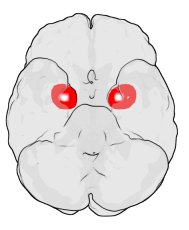
Localizzazione dell'amigdala nel cervello umano.

### Amigdala
È stato scoperto che sia gli uomini che le donne omosessuali mostrano connessioni con l'amigdala diverse da quelle degli uomini e delle donne eterosessuali.
Nello specifico le connessioni tra uomini gay e donne etero sono risultate più diffuse dall'amigdala di sinistra, mentre negli uomini etero e nelle lesbiche le connessioni funzionali erano più diffuse in quella destra.

### Commissura anteriore

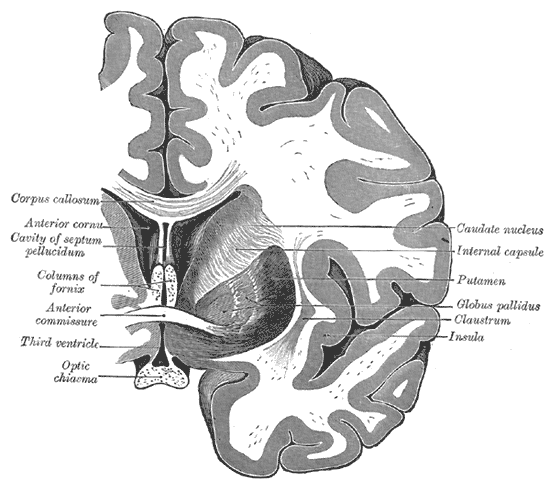
Sezione trasversale in piano frontale del cervello umano che mostra la commissura anteriore (a sinistra, terzo dal basso).

La commissura anteriore, un fascio di fibre di sostanza bianca che collega i due emisferi cerebrali, fu trovata da Allen e Gorski essere significativamente più ampia negli uomini omosessuali e nelle donne eterosessuali rispetto agli uomini eterosessuali.
Questa scoperta fornisce una possibile base anatomica per le connessioni funzionali inter-emisferiche più elevate negli omosessuali, che spiegano perché gli uomini omosessuali e le donne eterosessuali mostrano una marcata simmetria funzionale del circuito linguistico in paragone agli uomini eterosessuali che eseguono le stesse prove verbali.

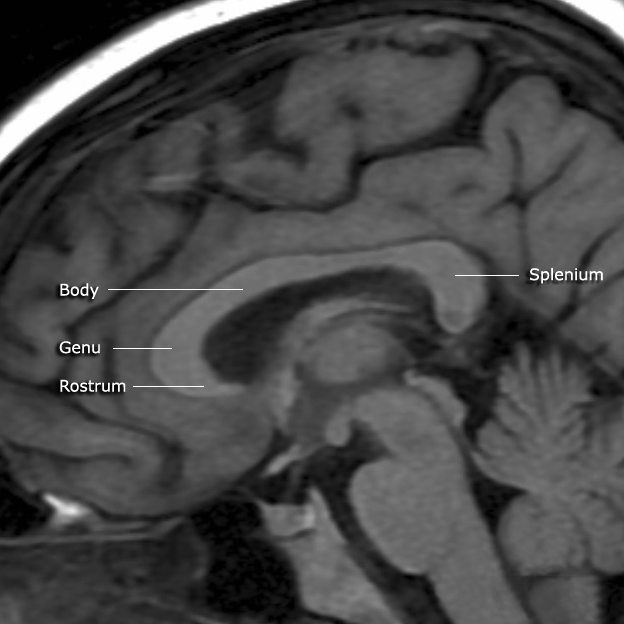
La stretta regione tra il corpo e lo splenio del corpo calloso è chiamata istmo; pare essere di dimensioni maggiori negli uomini gay rispetto agli eterosessuali.

### Corpo calloso
Il corpo calloso (CC), così come la commessura anteriore, è un importante collegamento neuronale che collega i due emisferi; tuttavia, a differenza della commessura (che è presente in tutti i tipi di vertebrati), il CC è presente solo negli animali da placenta (inclusi quindi gli umani).
Uno studio di risonanza magnetica che ha confrontato il CC di uomini omosessuali ed eterosessuali ha scoperto che tutte le parti del CC sono più grandi nelle persone gay.
In particolare, l'istmo (una parte del CC presente tra il corpo calloso e il muscolo splenio della testa) è di dimensioni significativamente più grandi negli uomini omosessuali rispetto agli eterosessuali; la dimensione del CC ha una forte base genetica, con tassi di ereditarietà genetica compresi tra l'82 e il 94%. Questa associazione dell'orientamento sessuale con una struttura cerebrale ad elevata ereditabilità supporta la tesi di una base genetica e neurobiologica nell'origine dello stesso orientamento.

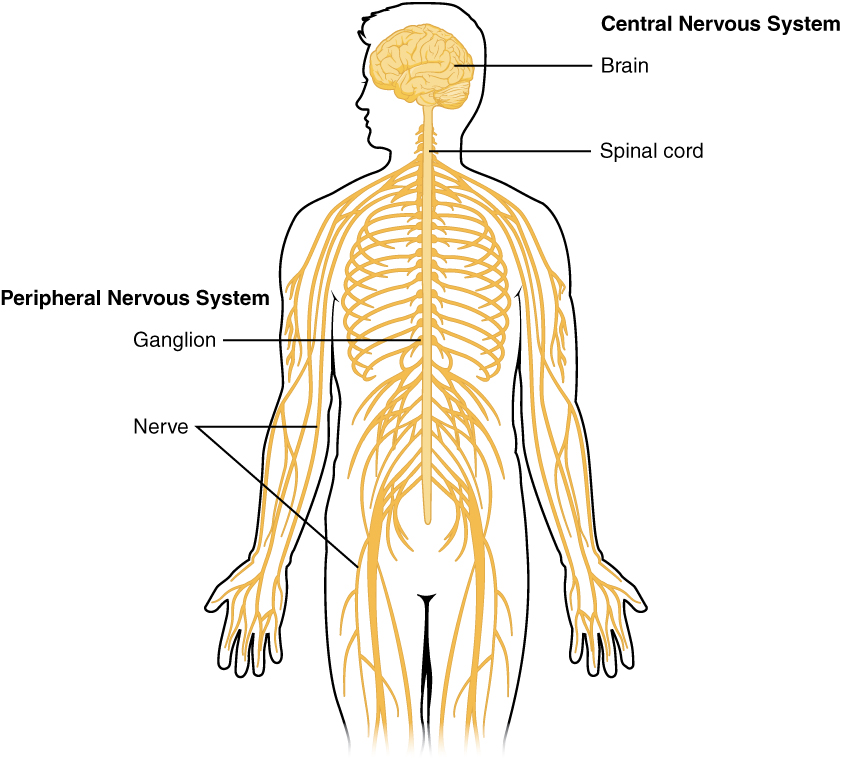
Schema che mostra il sistema nervoso centrale in giallo, quello periferico in arancione.

### Sostanza grigia
La sostanza grigia è una parte importante del sistema nervoso centrale che è composta principalmente da corpi cellulari neuronali. Mentre gli uomini hanno generalmente una maggiore quantità di materia grigia e bianca rispetto alle donne (a causa della maggiore massa corporea maschile e di conseguenza una maggiore dimensione del cervello), le donne generalmente hanno un maggiore rapporto sostanza-materia grigia e strati più grossi di essa in aree della corteccia cerebrale specifiche rispetto agli uomini.
È stato rilevato che le donne omosessuali hanno una materia grigia relativamente minore rispetto alle donne etero nell'area del cervelletto ventrale, nella corteccia premotoria ventrale sinistra, nella corteccia cerebrale temporo-basale e, più significativamente, nella corteccia peririnale sinistra del lobo temporale. Nessuna differenza nella quantità di materia grigia è stata invece trovata tra uomini etero e omosessuali.
Questi risultati sono importanti perché la corteccia peririnale si trova vicino alle regioni del cervello (corteccia entorinale, ippocampo, giro del paraippocampo e amigdala) coinvolti nell'elaborazione olfattiva e spaziale, che hanno dimostrato di determinare differenze nell'orientamento sessuale - in particolare, sono note nelle donne omosessuali prestazioni superiori alle donne etero nei test di elaborazione spaziale.
La corteccia peririnale stessa è coinvolta in funzioni legate all'elaborazione di stimoli sessuali come l'elaborazione olfattiva, la codifica della memoria e la stessa elaborazione spaziale; è anche coinvolta nel rilevamento dell'identità dell'oggetto. È noto che essa modifica l'attrazione sessuale negli esseri umani e il sistema olfattivo è in grado di differenziare i composti simili al feromone in base all'orientamento sessuale.
La scoperta che le donne omosessuali hanno un modello GM "maschile" mentre di contro gli uomini omosessuali non hanno un modello "femminile" indica che l'omosessualità maschile e il lesbismo non si manifestano allo stesso modo a livello strutturale nel cervello.
Inoltre altre scoperte di caratteristiche sessualmente dimorfiche che sono più maschili nelle donne omosessuali, ma non femminili negli uomini gay, includono le emissioni oto-acustiche, il rapporto dito 2D: 4D e la corporatura. Complessivamente questi risultati suggeriscono che i livelli sessuali atipici dell'azione androgena prenatale possono essere coinvolti nell'origine dell'omosessualità femminile.

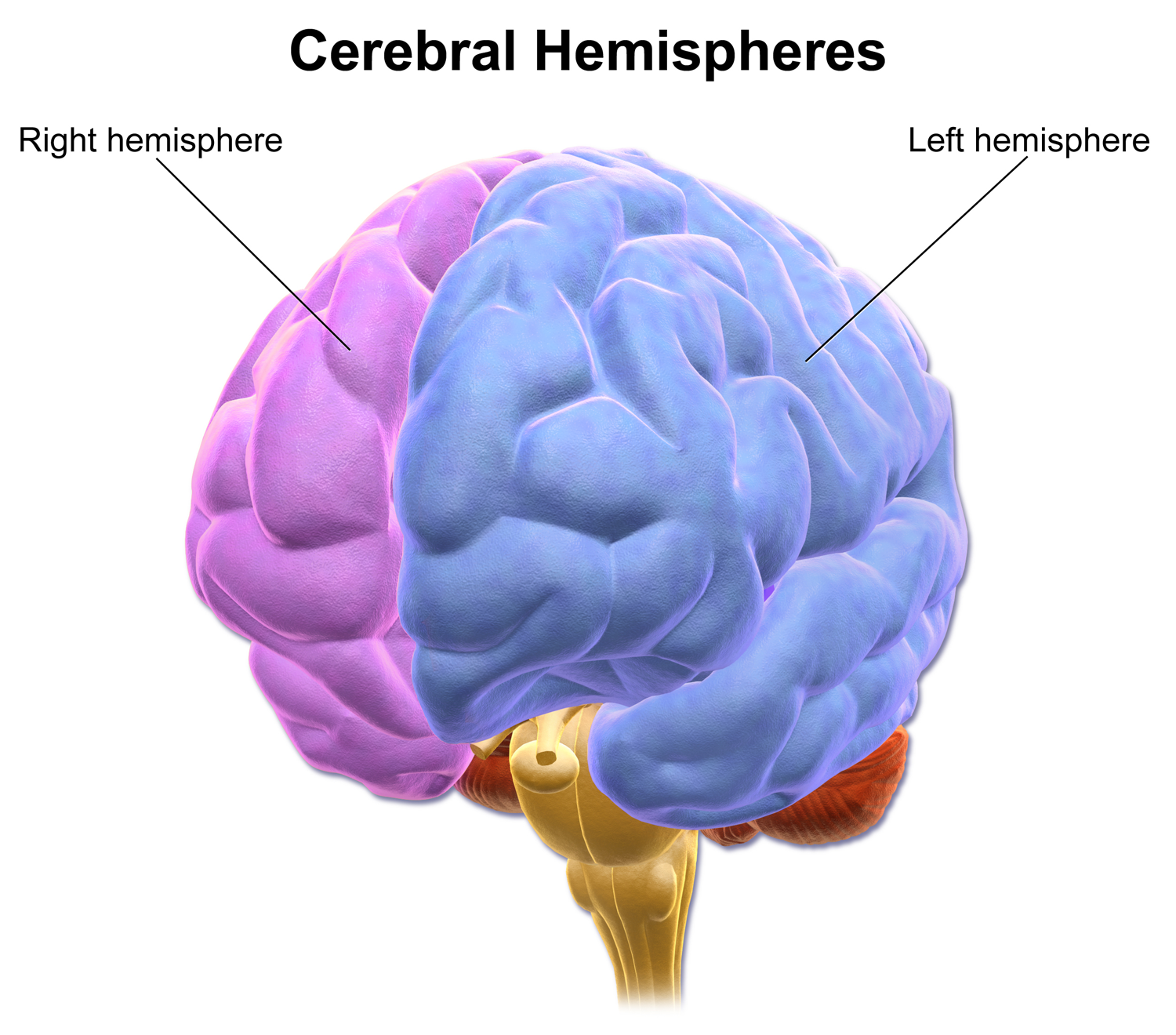
Gli emisferi cerebrali destro e sinistro.

### Asimmetria cerebrale
La dimensione del telencefalo è un tratto sessualmente dimorfico in cui gli uomini tendono a mostrare asimmetria nei volumi dei loro emisferi, mentre le donne mostrano invece una simmetria volumetrica. È anche un tratto che è assai improbabile possa essere influenzato da schemi appresi socio-ambientali.
Uno studio volumetrico con risonanza magnetica del 2008 ha indicato che uomini gay e donne eterosessuali mostravano volumi emisferici simmetrici mentre le donne omosessuali e gli uomini etero mostravano un'asimmetria verso destra. Questi risultati dimostrano una differenza neurologica globale nelle strutture cerebrali che mostrano caratteristiche sessuali atipiche associate all'orientamento sessuale.

### Corteccia cerebrale

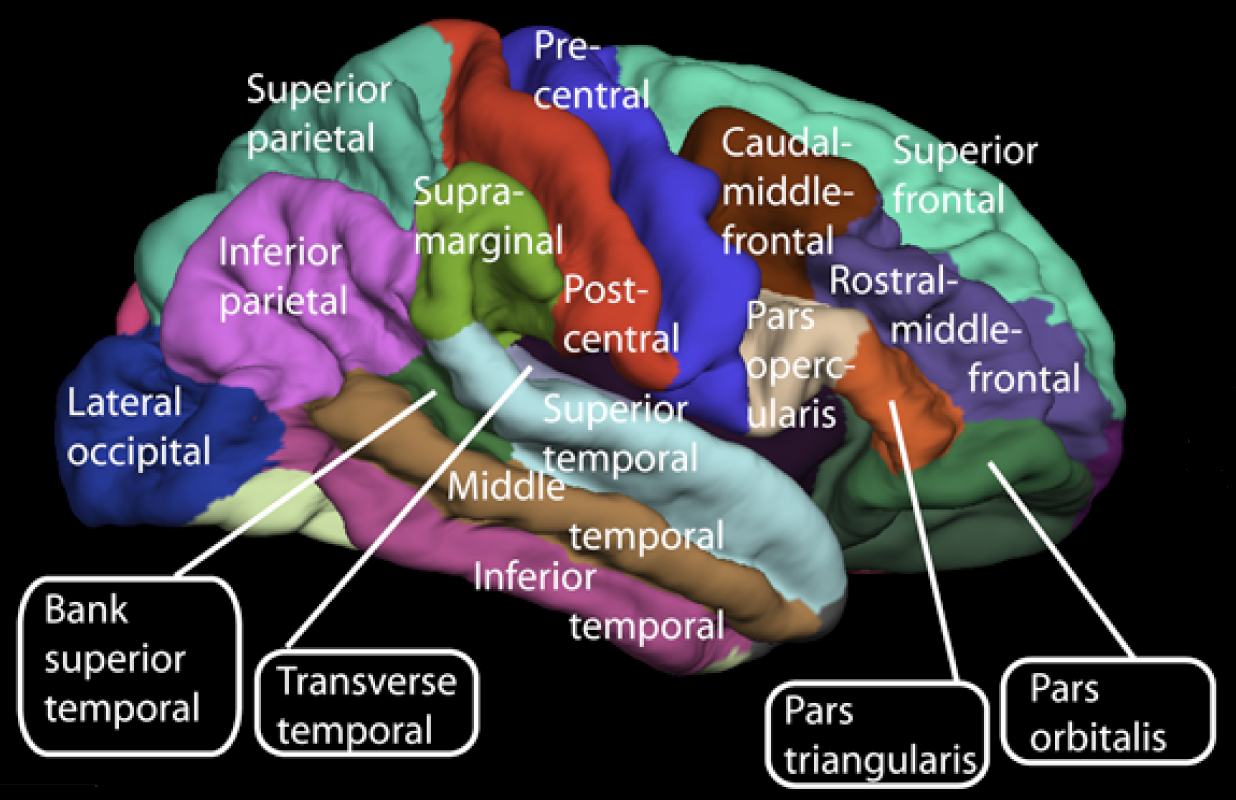
Superficie laterale della corteccia cerebrale umana.

La corteccia cerebrale è lo strato più esterno del cervello umano ed è composta da tessuto nervoso. Uno studio RM ha confrontato lo spessore corticale in varie regioni del cervello di uomini omosessuali, uomini eterosessuali e donne eterosessuali: ha scoperto che gli uomini omosessuali avevano cortecce più sottili - rispetto a quelli etero - nella regione laterale orbito-frontale dell'emisfero destro, nonché nelle regioni situate nella corteccia visiva (linguale, pericalcarina e cuneo).
Le stesse regioni hanno mostrato una corteccia più sottile nelle donne eterosessuali rispetto agli uomini etero, mentre non sono state riscontrate differenze tra donne eterosessuali e uomini omosessuali. Maschi gay ed etero non differivano nei volumi totali del cervello ed è stato determinato che le differenze riportate nello spessore corticale non erano influenzate dagli anni di educazione o dal volume cerebrale dei soggetti.
Poiché le regioni sopra menzionate mostrano dimorfismo sessuale, gli autori hanno ipotizzato che i processi biologici frequentemente proposti per sottostimare lo stesso, come i meccanismi dipendenti dal gene e dall'ormone sessuale durante lo sviluppo prenatale e postnatale, possano interagire con l'architettura corticale nelle aree visive risultando in differenti spessori corticali nei gay rispetto agli etero.

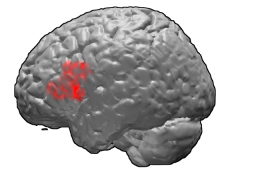
Localizzazione dell'area 45 di Brodmann.

Inoltre gli uomini omosessuali mostravano cortecce più sottili rispetto agli uomini e alle donne etero sia nella triangular pars destra (nota anche come area 45 di Brodmann) che nelle regioni temporali inferiori; ciò suggerisce che le differenze cerebrali legate all'omosessualità maschile possono anche essere presenti in regioni che non sono necessariamente considerate come dimorfiche sessuali.

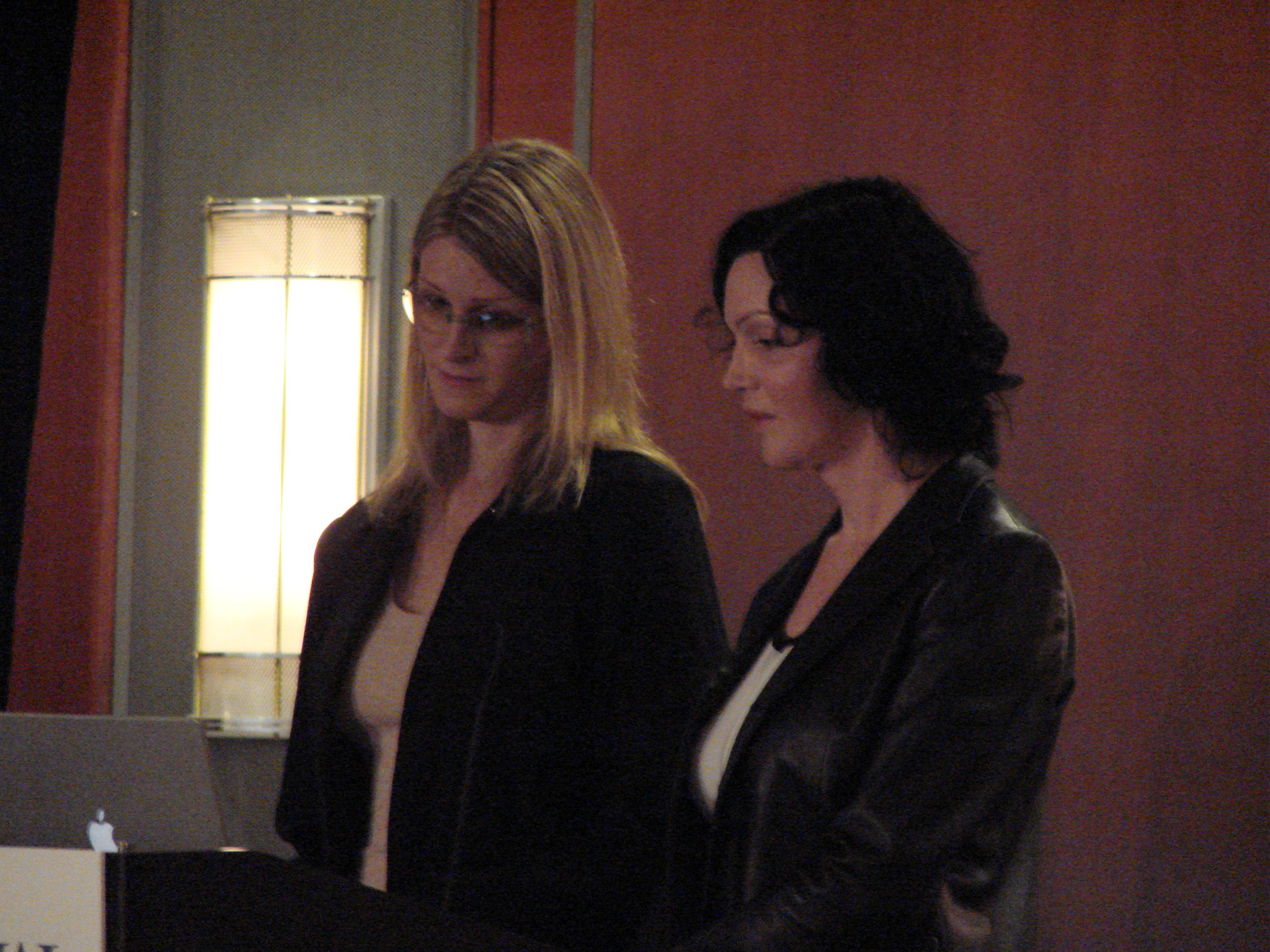
Le attiviste transgender statunitensi Andrea James e Calpernia Addams.

Un altro studio ha dimostrato che lo spessore corticale del triangolare destro pars differisce anche tra le transessuali MtF e gli uomini gay.
Nello specifico la pars triangularis delle persone MtF (e degli uomini eterosessuali) è più spessa rispetto a quella dei gay; inoltre nelle MtF è più spessa anche rispetto a quella degli uomini etero. In particolare, in entrambi gli studi, la regione interessata è la pars triangularis presente nell'emisfero destro).

## Differenze funzionali
Diversi studi hanno iniziato ad esplorare i substrati funzionali e cognitivi dell'orientamento sessuale, in definitiva come una manifestazione comportamentale; l'elaborazione neurale in risposta a stimoli specifici e compiti cognitivi sessualmente "di genere" sono stati individuati per essere correlati con lo specifico orientamento assunto da ogni individuo.

### Risposta ai feromoni
Due feromoni umani proposti - il derivato del progesterone 4,16-androstadien-3-one (AND) e un estere-1,3-5 (10), 16-tetraen-3-olo (EST) (steroide similare all'estrogeno - hanno dimostrato di avere risposte specifiche all'orientamento sessuale nell'attivazione dei circuiti neurali dell'ipotalamo anteriore in soggetti sia omosessuali che eterosessuali. L'ipotalamo anteriore è coinvolto nell'elaborazione delle funzioni riproduttive e recenti evidenze suggeriscono che aiuti a integrare gli stimoli ormonali e sensoriali coinvolti nel comportamento sessuale e nelle sue preferenze.
Recenti esperimenti di imaging a risonanza magnetica funzionale hanno mostrato che la presentazione di AND, trovata nella sudorazione maschile, come stimolo olfattivo produceva risposte olfattive normali in uomini etero e lesbiche, mentre attivava l'ipotalamo anteriore in uomini gay e donne etero.
La proposta EST del feromone, trovata nell'urina delle donne in stato di gravidanza, produce una normale attivazione olfattiva negli uomini gay e nelle donne eterosessuali, mentre d'altra parte le lesbiche e gli uomini etero hanno dimostrato avere risposte ipotalamiche sessualmente correlate.
Gli uomini gay hanno mostrato le stesse risposte funzionali sessualmente correlate a questi stimoli delle donne eterosessuali, mentre le donne omosessuali hanno risposto come gli uomini etero. Questa ricerca condotta da Berglund e Savic indica nel complesso che AND ed EST inducono "effetti specifici della sessualità sul sistema nervoso autonomo" e che gli stimoli hanno prodotto un percorso di risposta che dipendeva dall'orientamento sessuale del soggetto piuttosto che dal sesso derivante dal fenotipo.

### Risposta agli stimoli sessuali visivi

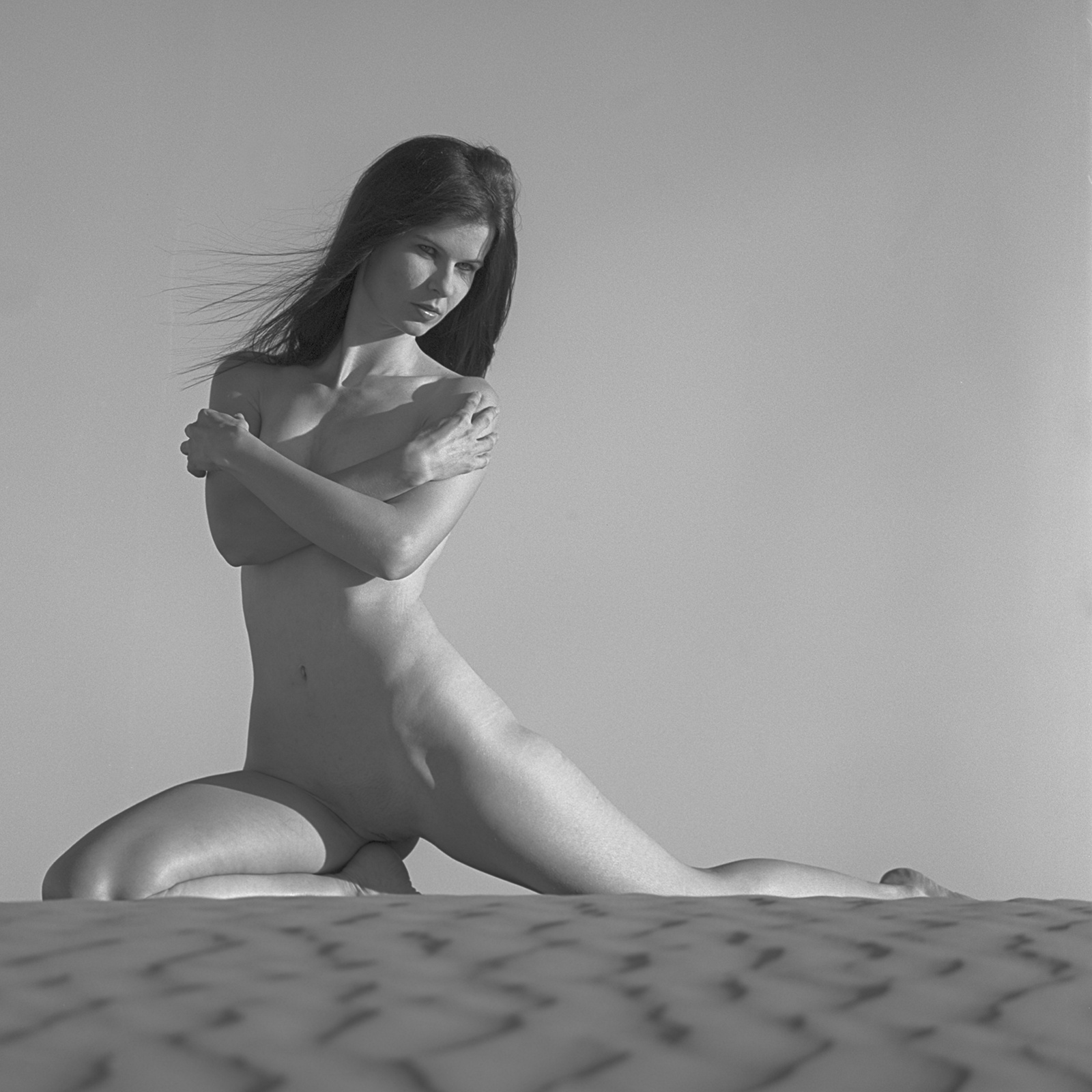
Immagine di storia della fotografia erotica.

L'eccitazione sessuale è un processo altamente coordinato che prepara una persona al comportamento riproduttivo; i cambiamenti diffusi avvengono nello stato neurofisiologico della persona durante l'eccitazione per ottenere risposte adattive. I sistemi dell'attenzione, affettivi e motivazionali dell'individuo interessato vengono ottimizzati in modo tale da consentire la selezione e l'impiego con successo degli stimoli sessuali.
In risposta agli stimoli sessuali visivi gli uomini mostrano eccitamento soggettivo e auto-riferito di categoria specifico; la loro maggiore eccitazione viene rivolta a quelle categorie di persone con cui preferiscono intrattenere un rapporto sessuale: gli uomini omosessuali provano maggiore eccitazione genitale e soggettiva per gli uomini che per le donne (e quindi preferiscono gli stimoli sessuali maschili), mentre per gli uomini eterosessuali avviene l'inverso.
Si ritiene che l'ormone influenzi nel periodo prenatale lo sviluppo delle strutture neurali che regolano il comportamento sessuale; quindi si ritiene che alcuni aspetti dello sviluppo neuro-ormonale negli omosessuali procedano in modo diverso dagli eterosessuali, con conseguenti differenze psicologiche come inneschi distinti (o "stimoli") per l'eccitazione sessuale.
Uno studio del 2007 sulla risonanza magnetica funzionale (fMRI) che ha esplorato i meccanismi neurali dell'eccitazione sessuale negli uomini gay ed etero ha mostrato ai loro soggetti interazioni sessuali composite; hanno dimostrato che entrambi i gruppi maschili attivano le stesse regioni cerebrali dopo che ciascuna è esposta ad uno stimolo sessuale concordante con l'orientamento sessuale del soggetto preso in esame.

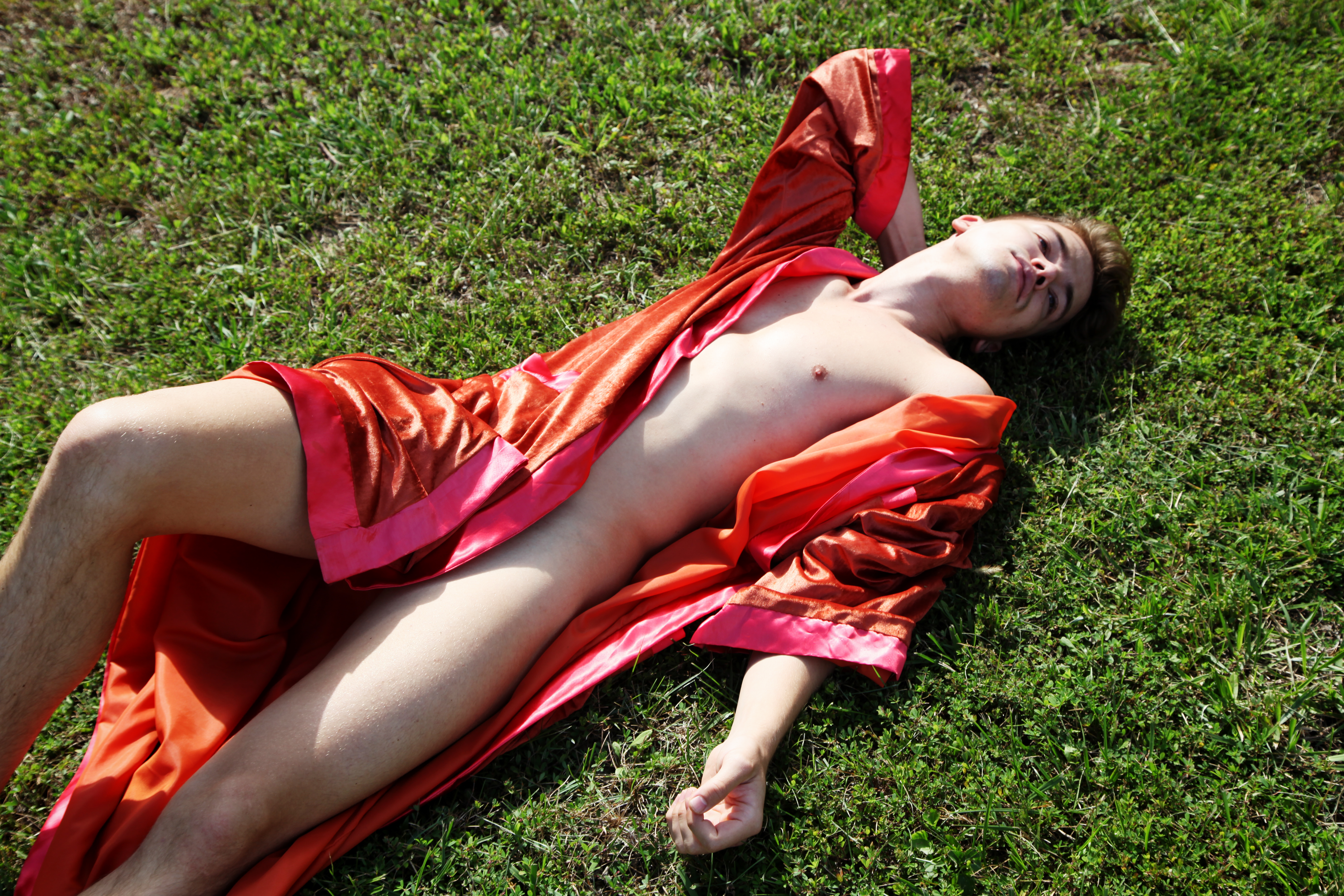
Immagine di nudo maschile nella fotografia.

Un altro studio di fMRI ha dimostrato che osservando sia gli stimoli visivi erotici etero che quelli gay, solamente quei video corrispondenti all'orientamento sessuale del soggetto producevano modelli di attivazione nelle aree del cervello associate all'eccitazione sessuale. La risposta degli eterosessuali mostrava lo stesso schema dell'elaborazione sessuale neurale la quale provocava la visione gay, mentre la visualizzazione delle immagini dell'orientamento opposto non suscitava la stessa risposta.
È stata quindi riscontrata una correlazione significativa tra l'eccitazione e l'attivazione neurale nell'ipotalamo, una regione chiave del cervello umano per la sua funzione sessuale; anche i valori di eccitazione sessuale auto-riportati erano uguali in entrambi i gruppi. Tuttavia l'entità dell'attivazione ipotalamica era inferiore negli uomini gay rispetto a quelli etero, una caratteristica che è condivisa anche dalle donne etero.
Un ulteriore studio fMRI ha determinato gli schemi di attivazione cerebrale nei soggetti omosessuali ed eterosessuali, esponendoli a stimoli visivi gay, etero e lesbici; hanno quindi rilevato che diversi circuiti neuronali erano attivi nei due gruppi maschili: regioni cerebrali come la circonvoluzione angolare sinistra, il globo pallido destro e il nucleo del caudato sinistro venivano attivate esclusivamente negli uomini omosessuali mentre il giro bilaterale
linguale, il giro destro parahippocampale e l'ippocampo destro erano attivato esclusivamente in uomini eterosessuali.
Questi risultati indicano che i circuiti neurali (correlati all'elaborazione di stimoli sessuali visivi) che sono attivi durante l'eccitazione sessuale negli uomini omosessuali ed eterosessuali sono differenti.
Una nuova ricerca fMRI ha mostrato a donne e uomini eterosessuali e omosessuali foto di genitali maschili e genitali femminili; limitando quindi lo stimolo sessuale visivo alle fotografie dei genitali gli autori hanno ridotto al minimo l'attività neuronale correlata all'elaborazione di vari stimoli quali volti, voci, movimenti corporei e parti del corpo sessualmente eccitanti oltre ai genitali.
Hanno scoperto che lo striato ventrale, il talamo centromediano e la corteccia premotoria ventrale bilaterale hanno mostrato una risposta più forte alle foto del sesso preferito rispetto a quelle corrispondenti del sesso non preferito. Poiché lo striato ventrale e il talamo centromediano sono noti per essere attivati da preferenze innate, la risposta selettiva di queste regioni agli stimoli sessuali preferiti sembra riflettere un modello di risposta predeterminato. Questa nozione è quindi usata a supporto come una delle prove che vogliono l'orientamento sessuale essere di origine prettamente biologica.
Un altro studio di FMRI ha cercato di verificare se i soggetti rispondessero più ai volti (maschio o femmina) a cui erano sessualmente orientati e predissero tale modulazione nel circuito cerebrale del sistema di ricompensa. A uomini e donne eterosessuali e omosessuali sono state mostrate foto di volti maschili e femminili e quindi invitati a valutarne l'attrattiva visiva. Coerentemente con l'ipotesi si scoprì che il circuito di ricompensa dei maschi omosessuali e delle femmine eterosessuali rispondeva di più alle fotografie di volti maschili, mentre i circuiti di ricompensa delle femmine omosessuali e dei maschi eterosessuali rispondevano di più alle fotografie che mostravano volti femminili.
L'interazione tra genere di stimolo (volto maschile o femminile) e orientamento sessuale (omosessuale o eterosessuale) del soggetto era altamente significativa in due regioni cerebrali: il nucleo mediodorsale del talamo (MDT) e la corteccia orbitofrontale mediale (OFC). L'attivazione nell'OFC è notevole perché esso è coinvolto nella rappresentazione del valore di ricompensa di vari stimoli sensoriali, compresi i volti attraenti. Sembra anche che abbia un ruolo importante nell'elaborazione dei segnali facciali necessari per la comunicazione sociale, poiché questa regione possiede neuroni selettivi per il viso e perché i pazienti con lesioni OFC non sono in grado di identificare le espressioni facciali emotive.
La modulazione della risposta ai volti all'interno dell'OFC attraverso l'orientamento sessuale aggiunge ulteriore importanza al suo ruolo nel comportamento sociale; poiché mdT e OFC ricevono le proiezioni neurali l'una dall'altra i modelli di attivazione simili osservati in queste regioni possono essere attribuiti alle loro connessioni anatomiche.

### Asimmetria cerebrale funzionale
Differenze nell'elaborazione neurale e nei compiti cognitivi sono state trovate in relazione all'orientamento sessuale. In una recensione del 1987 sulla cognizione, sulla lateralizzazione cerebrale e sull'orientamento, Sanders e Ross-Field hanno suggerito che gli eventi ormonali prenatali porterebbero a asimmetrie cerebrali funzionali correlate allo stesso orientamento.
Alcuni compiti cognitivi sono noti per essere sessualmente dimorfici. La migliore abilità verbale delle donne è associata a una ridotta lateralizzazione delle attività linguistiche, mentre il vantaggio maschile nei compiti spaziali corrisponde alla marcata lateralizzazione cerebrale. Effetti di orientamento sessuale in alcuni di questi compiti sono stati rilevati in diversi studi.
Nel test di Vincent Mechanical Diagrams, una misura del campo di rilevazione del punto divisa dell'asimmetria cerebrale funzionale, gli uomini gay conseguivano lo stesso risultato delle donne eterosessuali ed entrambi con punteggi inferiori rispetto agli uomini etero che mostravano meno asimmetria. Inoltre gli uomini omosessuali mostrano punteggi di Quoziente d'intelligenza delle prestazioni verbali più alti nei sotto-test della scala di Intelligenza degli adulti di Wechsler, in concordanza con i modelli di test eseguiti dalle donne.
In molti altri test, che includevano un compito di lancio mirato da parte del maschio e uno dei test neuropsicologici (il "Purdue Pegboard") con parzialità femminile, le prestazioni degli uomini gay e delle donne etero non mostravano alcuna rilevante differenza statistica gli uni dalle altre, mentre entrambi differivano significativamente dagli uomini eterosessuali.
Inoltre una riduzione dell'asimmetria è stata rinvenuta in uno studio magneto-encefalografico in cui si rileva che le stime di localizzazione di origine di un segnale uditivo evocato da MEG sono emisfericamente simmetriche nelle donne eterosessuali e negli uomini omosessuali, mentre sono asimmetriche negli uomini etero.

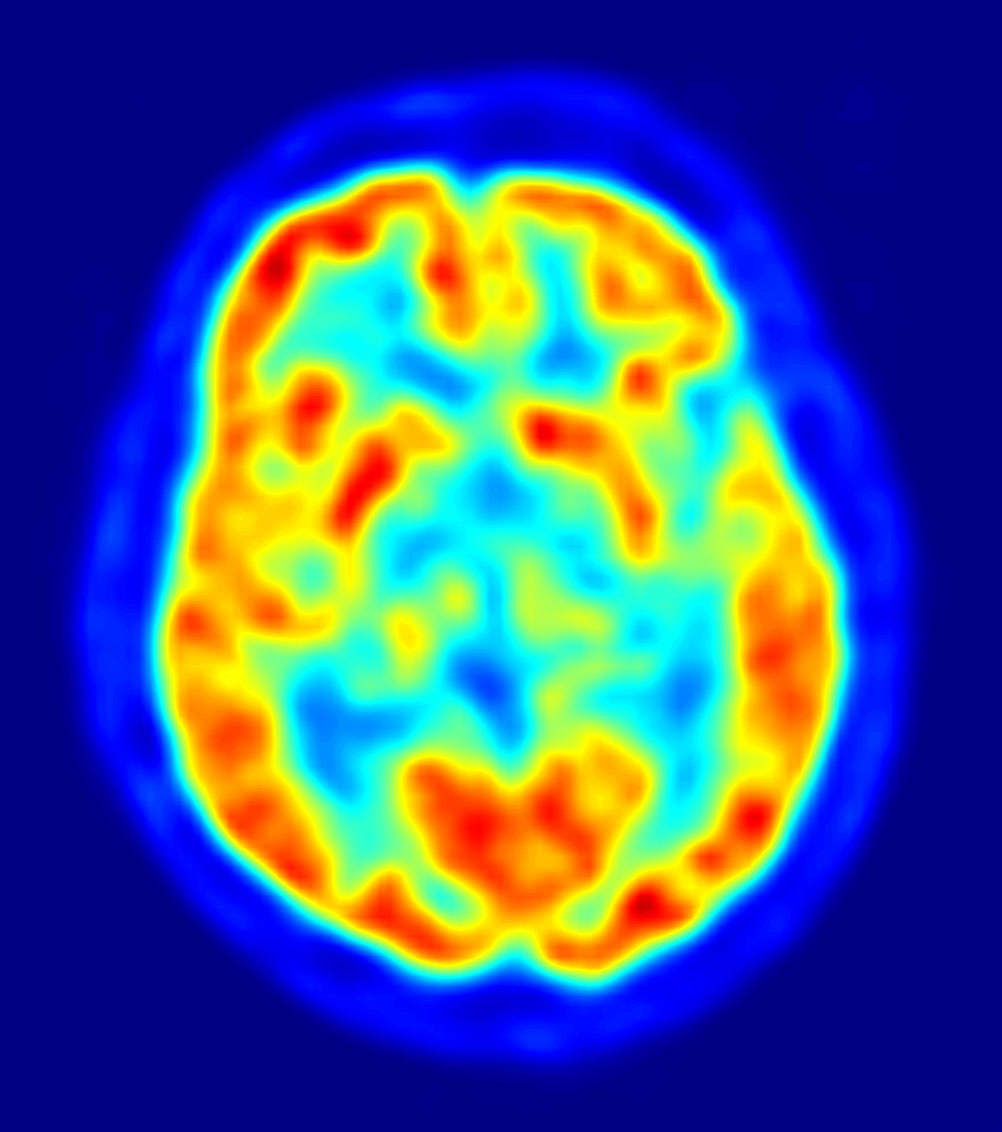
Immagine PET (Tomografia a emissione di positroni) del cervello umano che mostra il consumo di energia.

### Risposta alla serotonina
La serotonina è un neurotrasmettitore trovato nel sistema nervoso centrale che ha vari ruoli nella regolazione del comportamento sessuale; i suoi agonisti e antagonisti hanno effetti attivanti o inibitori a seconda della loro concentrazione e dell'area cerebrale coinvolta. La fluoxetina è un inibitore selettivo della ricaptazione della serotonina che prolunga l'effetto della stessa sui neuroni.
Kinnunen e altri (2004) hanno somministrato fluoxetina ai loro soggetti di studio per vedere se il cervello viene attivato in una maniera differente negli uomini omosessuali ed eterosessuali attraverso l'azione della serotonina; dopo somministrazione di fluoroxina hanno misurato il metabolismo del glucosio (fluorodesossiglucosio) nel cervello utilizzando la tomografia a emissione di positroni (FDG-PET).
Hanno rilevato che la risposta cerebrale alla fluoxetina differisce tra le persone gay e gli uomini etero, cioè i primi mostrano una minore riduzione del metabolismo del glucosio nell'ipotalamo rispetto ai secondi. Inoltre anche altre aree del cervello sono state attivate in modo differenziale: la corteccia prefrontale associativa degli uomini omosessuali mostrava una maggiore attività dopo la somministrazione, mentre quella degli uomini etero non mostrava alcun cambiamento.
Il giro del cunate, il cingolo laterale anteriore e il giro ippocampo bilaterale/parahippocampale degli uomini etero mostravano una maggiore attività, mentre ne veniva osservata una ridotta in porzioni della loro corteccia cingolata anteriore. Questi risultati suggeriscono che gli omosessuali e gli eterosessuali possono non solo differire nel numero totale di neuroni in varie aree del loro sistema nervoso centrale, ma possono anche differire nella distribuzione di certe loro tipologie, come i neuroni serotoninergici e dopaminergici.

## Studi relativi
Vari modelli di animali e insetti sono stati utilizzati per esplorare l'orientamento sessuale e le caratteristiche del cervello.
Un esperimento ha coinvolto l'alterazione genetica della Drosophila maschile, inducendola ad assumere strutture cerebrali femminilizzate coinvolte nell'elaborazione del feromone a contatto sessuale dimorfico. I maschi trasformati mostrarono un aumento dei comportamenti di corteggiamento omosessuale nei confronti di mosche maschi di tipo selvatico; fu cioè trovata una correlazione tra il comportamento di corteggiamento e l'espressione del gene alterato nelle regioni del cervello sessualmente correlate.

### Studi futuri
Lo sviluppo dell'orientamento sessuale è un argomento tutt'altro che completo. Mentre le neuroscienze hanno compiuto notevoli progressi nel far luce sui meccanismi e le relazioni tra il cervello umano e l'orientamento, è necessario in ogni caso condurre ulteriori ricerche.
Le aree per la ricerca futura includono:
- trovare marcatori per i livelli di steroidi sessuali nel cervello dei feti che mettono in risalto le caratteristiche del precoce sviluppo neurale che porta a determinati orientamenti sessuali;
- determinare la precisa direzione dei circuiti neurali alla base delle preferenze sessuali;
- utilizzare modelli animali per esplorare i fattori genetici e di sviluppo che influenzano l'orientamento sessuale;
- ulteriori studi sulla popolazione, studi genetici e marcatori sierologici per giungere a chiarire e determinare definitivamente l'effetto del sistema immunitario materno;
- studi di neuroimaging per quantificare le differenze relative all'orientamento sessuale nella struttura e nella funzione dei viventi;
- studi neurochimici per indagare il ruolo degli steroidi sessuali sui circuiti neurali coinvolti nell'attrazione sessuale.